# Thanatus mikhailovi
Thanatus mikhailovi es una especie de araña cangrejo del género Thanatus, familia Philodromidae. Fue descrita científicamente por Logunov en 1996.

## Distribución
Esta especie se encuentra en Rusia (de Europa a Siberia del Sur), Kazajistán y Asia Central.